# Chrysops incisuralis
Chrysops incisuralis är en tvåvingeart som beskrevs av Philip 1979. Chrysops incisuralis ingår i släktet Chrysops och familjen bromsar. Inga underarter finns listade i Catalogue of Life.